# همه جا
همه جا روستایی واقع در بخش آسارا در شهرستان کرج در استان البرز ایران است. مردم همه جا  به گویش قصرانی زبان مازندرانی صحبت می کنند.

## محل دقیق
در ۴۵ کیلومتری جاده کرج -چالوس بعد از سد کرج و پس از گذشتن از روستای آسارا و درده یک مسیر کوتاه دو کیلومتری شما را به روستای به‌غایت زیبای همه جا راهنمایی می‌کند. نام قدیم این روستا هیمه جا یا هیمه جاران بوده یعنی محل تهیه هیزم. طبیعتی بکر و دیدنی همراه با رنگباران خیره‌کننده درختان و وفور میوه‌هایی مانند گردو و سیب از لذت‌های سفر به این روستا در فصل پاییز است.
روستای همه جا در بخش آسارا در استان البرز واقع شده‌است. این روستا دارای ارتفاعات مناسب برای کوهنوردی می‌باشد. از جمله قله‌های این روستا می‌توان به قله کرچان به ارتفاع ۳۷۷۲ متر و قله هزاربند با ارتفاع ۳۳۷۰ اشاره کرد. از دیگر زیبایی‌های این روستا می‌توان چال زیبای زنگران که مرکز رویش ریواس و سبزیجات کوهی: والک وشورک و … می‌باشد را معرفی کرد.

## جلوه‌های طبیعی زیبا
در این روستا درختی تاریخی وجود دارد با قدمتی چند صد ساله و قطر حدوداً ده متر که قابلیت ثبت در آثار طبیعی کشور را داراست. این درخت تاریخی، کهنسال، قطور و قدیمی در ارتفاعات این روستا در میان اهالی به نام درخت «آقادار» مشهور شده‌است. این درخت تاریخی، کهنسال، تنومند، زیبا و پرابهت که حتی به نظر می‌رسد هزاران سال قدمت داشته باشد از نوع درخت «اورس» در ضلع شمالی روستای «همه جا» واقع شده‌است.
این درخت که همچنان سرسبز است می‌تواند به عنوان نماد گردشگری طبیعی و تاریخی این روستا مطرح شده و در فهرست آثار طبیعی کشور نیز به ثبت برسد.
پیش از این دو درخت کهن تاریخی در کنار یکدیگر در این روستا وجود داشتند که یکی از آن‌ها در آتش سوخت و درخت «آقادار» نیز از وسط شکاف برداشته که نیاز به حفاظت کارشناسان منابع طبیعی دارد. این درخت استراحتگاه دامداران منطقه است و آنان به دلیل کهنسالی درخت و احترامی که مردم این منطقه برای طبیعت قائلند هیچ آسیبی به این درخت نمی‌رسانند و به آن دست نمی‌زنند. از دیگر جلوه‌های طبیعی زیبای این روستا می‌توان به دشت چالو و باغ‌های با صفای پهلو چشمه اشاره کرد.میتوان به گیاه داروی شیر خشت که خواص زیادی در طب سنتی داراست در این روستا میتوان اشاره کرد